# 萧惠基
蕭惠基（430年—488年），南朝宋、南朝齐官员。

## 生平
蕭惠基是南蘭陵兰陵县（今江苏常州西北）人，刘宋征西将軍、儀同三司蕭思話第四子，萧惠开、萧惠明的弟弟，萧惠休、萧惠朗、萧惠蒨的哥哥。娶江夏王劉義恭之女为妻。初任著作佐郎，历任征北行参軍、尚書水部、左民郎。出任湘東郡内史。任奉車都尉，撫軍車騎主簿。
泰始二年（466年），兄益州刺史蕭惠開起兵反对宋明帝，蕭惠基受明帝之命使蜀，説服兄萧惠开归順明帝，益州当地人反抗，联合氐族軍包围成都。蕭惠基宣示刘宋朝廷的威信，氐人邵虎、郝天賜斬杀反乱軍首領馬興怀後投降。蕭惠基被召還建康，担任太子中舍人。出任武陵郡内史，后为中書黄門郎。
蕭惠基善写隶書、下围棋，蕭道成得知後与他交好。元徽二年（474年），桂陽王劉休範反乱，蕭惠基姐姐是劉休範的王妃，蕭惠基在蕭道成属下为軍副，跟随討伐反乱。後出任豫章郡太守。召還朝廷任吏部郎，转任兼侍中。昇明元年（477年），袁粲、劉秉起兵，蕭惠基之妹嫁给劉秉，蕭惠基在侍中省宿直，蕭道成派遣王敬則探查他的意向。发现蕭惠基和劉秉没有往来，蕭道成更加重用蕭惠基。沈攸之之乱，蕭惠基加号輔国将軍，駐屯新亭。昇明二年（478年），沈攸之乱平，蕭惠基解除将軍号，兼長水校尉。蕭惠基因母亲离世而去官。
建元元年（479年），蕭道成即位为齐朝皇帝，蕭惠基任征虜将軍、衛尉。居母喪中他请求解任，蕭道成同意。服丧期满，任征虜将軍、東陽郡太守。宋齐两朝历任四郡内史、太守。并没有积蓄財产。召還建康後为都官尚書、转任掌吏部。永明三年（485年）因久病改任侍中，受号驍騎将軍。永明五年（487年），转任太常，加給事中之位。齐武帝派他为皇孙南郡王蕭昭業加冠。永明六年（488年），蕭惠基卒。享年五十九岁。追贈金紫光禄大夫。其子萧洽。

## 延伸阅读
[在维基数据编辑]
 《南齊書·卷46》，出自萧子显《南齊書》